# ワールド フェイマス
『ワールド フェイマス』は、東京スカパラダイスオーケストラの2作目のオリジナルアルバム。1991年6月21日にEpic/Sony Recordsからリリースされた。

## 概要
- 本作からメンバー全員が作曲に参加。
- ジャケットデザインはクリーンヘッド・ギムラの実父、イラストレーターの杉村篤が手掛けた。

## 収録曲
1. リボルバー イレブン
  - 作曲：北原雅彦
2. ホール イン ワン
  - 作曲：GAMOU・青木達之
  - 3rdシングル。
3. 黒い太陽
  - 作詞：ギムラ／作曲：北原雅彦
4. セサミ ストリート
  - 作詞・作曲：Joe Raposo, Bruce Hart, Jon Stone
  - 「セサミストリート」テーマ曲のカバー。
5. エレキでGO!
  - 作曲：冷牟田竜之
6. 日の出マーチ
  - 作曲：佐藤長助
  - 後にASA-CHANGが自身のユニット・ASA-CHANG&巡礼でセルフカバー。
7. ジャングル ブギ
  - 作詞：黒沢明／作曲：服部良一
  - 笠置シズ子のカヴァー
8. You Are A Miracle “ナイスなオマエ”
  - 作曲：GAMOU
9. ラシアン カウボーイ
  - 作曲：沖祐一
10. スカティック インベーダーズ
  - 作曲：林昌幸
11. I Beeped When I Shoulda Bopped “あんたに夢中”
  - 作詞・作曲：Brown、Fuller、Gillespie／日本語詞：ギムラ
12. アイオライトの祈り
  - 作曲：名古屋君義
13. 四次元山脈
  - 作曲：GAMOU
  - GAMOUがバスクラリネットを担当している。
14. レッツ グミグミ
  - 作曲：谷中敦・川上毅
15. ガッツィー ボンゴ
  - 作曲：青木達之・林昌幸
16. スタア スタア スタア
  - 作曲：谷中敦
17. ワールド フェイマス
  - 作曲：朝倉弘一
  - 1991年3月17日、駒沢公園で録音された。